# AK81
AK81 (auch AK81 Denmark) ist eine dänische Straßengang, die als Unterstützergruppe (Supporter-Club) für die Hells Angels Denmark auftritt und in Verbindung mit den jeweiligen Ortsgruppen (Charter) der Hells Angels steht. Die Gang ist in einen seit 2008 geführten Bandenkrieg verwickelt, der um die Kontrolle des Drogenhandels geführt wird.
„AK“ steht für Altid klar, dänisch für „Immer bereit“. „81“ verweist auf den achten und den ersten Buchstaben des Alphabets (HA), die Initialen von Hells Angels.

## Organisation

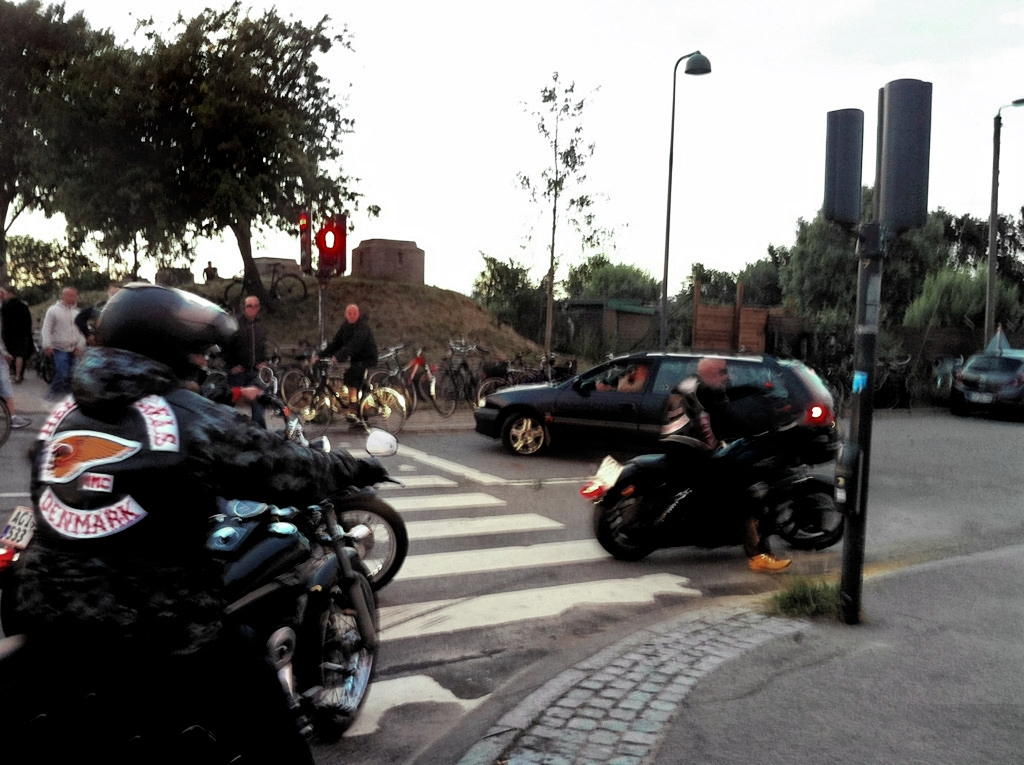
Mitglieder der Hells Angels Denmark in Kopenhagen-Christianshavn (2011)

Die in mehreren Ländern anzutreffenden Supporter-Clubs werden wegen ihrer strikten Unterwerfung unter einen anderen Motorradclub (MC) von den Polizeibehörden auch als „puppet clubs“ (in etwa „Marionetten-Clubs“) bezeichnet. Die Mitglieder müssen kein eigenes Motorrad besitzen und brauchen auch keinen Patch tragen. Auf Grund dieser Vorzüge wächst der Club AK81 Denmark schneller als die Hells Angels in Dänemark.
Die Gang wurde 2007 gegründet, um den illegalen, aber lukrativen Haschisch-Markt in Dänemark zu kontrollieren. Im Prinzip dienen die Gang-Mitglieder von AK81 als „Soldaten“ für die Hells Angels Denmark in gewalttätigen Auseinandersetzungen mit „The International Club“ und anderen rivalisierenden Straßengangs, die sich vor allem aus Migranten zusammensetzen. Die dänische Polizei schätzte 2008 ihre Zahl auf etwa 300 Mitglieder. Laut der offiziellen Website der Hells Angels Denmark gibt es gegenwärtig (2011) über ganz Dänemark verteilt 10 Charter von AK81.

## Auseinandersetzungen im Drogenmilieu
Seit 2008 findet in Dänemark und vor allem in und um Kopenhagen ein „Kampf um den Drogenmarkt“ statt, der als Bandenkrieg zwischen AK81- und Hells-Angels-Mitgliedern auf der einen Seite und den Mitgliedern der rivalisierenden (Migranten-)Straßengangs auf der anderen Seite geführt wird. Am 14. August 2008 wurde ein 19 Jahre alter Jugendlicher mit türkischem Migrationshintergrund von einem Mitglied der AK81 in der nahe bei Kopenhagen gelegenen Großwohnsiedlung Tingbjerg erschossen. Am 8. Oktober des gleichen Jahres gab es im Kopenhagener Stadtteil Nørrebro eine Schießerei zwischen Mitgliedern der AK81 und einer Gruppe von Migranten, bei der ein Mann verletzt wurde. Am nächsten Tag überfielen Migranten die AK81-Mitglieder in Odense. Im Verlauf dieser Auseinandersetzung wurden 14 Menschen verhaftet. Die gewalttätigen Auseinandersetzungen fanden auch in verschiedenen dänischen Gefängnissen statt. So kam es im August 2009 zu einer Massenschlägerei im Gefängnis von Albertslund. Am 21. August 2009 wurden drei Mitglieder der AK81 und der Hells Angels festgenommen, die im April des gleichen Jahres in Hellerup mehrere Migranten zusammengeschlagen hatten. Im Mai 2010 wurden 13 Menschen festgenommen, darunter zwei „hochrangige Mitglieder“ der Hells Angels. Den Festgenommenen wurde nach Auskunft der dänischen Polizei vorgeworfen, für mehrere Mordversuche an Mitgliedern von rivalisierenden Banden zwischen April und Oktober 2009 verantwortlich zu sein. Im September 2011 wurden von einem dänischen Gericht 15 Mitglieder der Hells Angels sowie der Gang AK81 des versuchten Mordes in sechs Fällen für schuldig befunden.
In dem dänischen Bandenkrieg gab es bis Dezember 2011 neun Tote und 87 Verletzte.